# Палац правосуддя (Брюссель)
Палац Правосуддя (фр. Palais de Justice de Bruxelles, нід. Justitiepaleis van Brussel) — будівля державного суду в Брюсселі.
Брюссельський Палац правосуддя є найбільшою судовою палатою Бельгії. Грандіозна будівля споруджена між 1866 і 1883 роками за проєктом архітектора Жозефа Пуларта в стилі еклектизму.
По периметру розміри будівлі Палацу становлять 160 метрів завдовжки й 150 метрів завширшки. Його висота, включаючи купол, сягає 142 метрів. Внутрішня висота купольного залу дорівнює 97,5 метрів.
Споруда займає загальну площу в 52 464 м ². Площа внутрішніх приміщень  — 26 006 м ² (для порівняння: внутрішня площа Собору Святого Петра у Римі становить 22 000 м ²).
У Палаці Правосуддя є 27 залів судових засідань, 245 менших приміщень, 8 дворів. Зараз тут також розташовується касаційна палата Бельгії.

## Історія

### Створення та будівництво
Теперішній Палац Правосуддя розташований на пагорбі Гальгенберг, між верхнім і нижнім містом Брюсселя, де в Середньовіччі вішали засуджених злочинців. Перший дім правосуддя був зведений на місці колишньої єзуїтської церкви, на Гран-Плас (сьогодні Площа Правосуддя), між Rue de l'Empereur/Keizerstraat (сьогодні Boulevard de l'Empereur/Keizerlaan) і Rue d'Or/Guldenstraat. Побудований між 1818 та 1823 архітектором Франсуа Верлі, але стан цієї неокласичної будівлі швидко погіршився, тому ще раніше в 1837 постало питання про побудову нового, більшого будинку суду. Спочатку планували перебудувати будівлю на тому самому місці, але цей проєкт, який коштував приблизно 3 мільйони бельгійських франків, швидко припинився. Ідея побудови будинку суду у кварталі Леопольда була теж неуспішною. В 1846—1847 інший проєкт по реконструкції теж був похований.
У 1860, за правління короля Леопольда І, королівська постанова анонсувала про зведення нового Палацу Правосуддя, для його дизайну був організований міжнародний архітектурний конкурс. Після декількох невдалих пропозицій, тодішній міністр правосуддя Віктор Теш призначив Жозефа Пулерта в 1861, щоб той накреслив план будівлі. Перші роботи почалися 31 жовтня 1866, а 15 жовтня 1883 будівля була відкрита, через чотири роки після смерті архітектора. А в 1892 стара будівля суду була знесена.

### Руйнування та оновлення
В кінці Другої світової війни, напередодні звільнення Брюсселя, німецькі сили, відступаючи, почали вогняну атаку на Палац Правосуддя для того, щоб зруйнувати його і знищити всі юридичні документи в ньому. В результаті атаки купол будівлі розвалився, а частина будівлі була сильно пошкоджена. В 1947, робота по відновленню будівлі була довірена архітектору-інженеру Альберту Сторреру. В 1948, більша частина Палацу була відновлена, а купол перебудований заввишки у 2.5 метри, він став вищим за оригінальний, проте згодом цей купол став предметом критики за його плоску форму.
В 2003 році почалося оновлення будівлі, яке триває й досі. Ці реконструкції стосуються ремонту та посилення конструкції даху й стін, і так само це стосується нового шару позолоти, який хочуть нанести на купол. Прогрес повільний, і в 2013 році заявили, що десятилітнє риштування було настільки іржаве та небезпечне, що воно теж потребує ремонту.